# Lijst van gevolmachtigd ministers van Curaçao
De lijst van gevolmachtigde ministers van Curaçao geeft een overzicht van de gevolmachtigde ministers van Curaçao sinds het verkrijgen van de landstatus op 10 oktober 2010.
| Naam                    | Periode                            | Partij     | Kabinet             |
| ----------------------- | ---------------------------------- | ---------- | ------------------- |
| S.P. (Sheldry) Osepa    | 10 oktober 2010 - 12 februari 2013 | MFK        | kabinet-Schotte     |
| S.P. (Sheldry) Osepa    | 10 oktober 2010 - 12 februari 2013 | MFK        | kabinet-Betrian     |
| S.P. (Sheldry) Osepa    | 10 oktober 2010 - 12 februari 2013 | MFK        | kabinet-Hodge       |
| R.A.M. (Roy) Pieters    | 12 februari 2013 - 7 juni 2013     | PS         | kabinet-Hodge       |
| M. (Marvelyne) Wiels    | 7 juni 2013 - 23 december 2016     | PS         | kabinet-Asjes       |
| M. (Marvelyne) Wiels    | 7 juni 2013 - 23 december 2016     | PS         | kabinet-Whiteman I  |
| M. (Marvelyne) Wiels    | 7 juni 2013 - 23 december 2016     | PS         | kabinet-Whiteman II |
| E. (Eunice) Eisden      | 23 december 2016 -13 april 2017    | MAN        | kabinet-Koeiman     |
| L.A.B. (Leendert) Rojer | 13 april 2017 - 29 mei 2017        | partijloos | kabinet-Pisas I     |
| A.N.V. (Anthony) Begina | 29 mei 2017 - 14 juni 2021         | PAR        | kabinet-Rhuggenaath |
| C.A. (Carlson) Manuel   | 14 juni 2021 - heden               | MFK        | kabinet-Pisas II    |